# Hospital (Incio)
Hospital (llamada oficialmente San Pedro Fiz do Hospital) es una parroquia y una aldea española del municipio de Incio, en la provincia de Lugo, Galicia.

## Otras denominaciones
La parroquia también es conocida por el nombre de San Pedro Fiz de Hospital.

## Límites
Limita con las parroquias de Sirgueiros al norte, Santa Marina de Incio y Trascastro al este, San Pedro de Incio y Óutara al sur, e Incio al oeste.

## Historia
La localidad aparece documentalmente desde el siglo XII relacionada con el complejo de hospedería y hospital existente en torno a la iglesia de San Pedro Fiz, construido por la Orden Militar y Hospitalaria de San Juan de Jerusalén, formando parte de la encomienda de Quiroga una de las siete que esta orden tenía en Galicia, integrada en el Priorato de Castilla y León.
En el siglo XIX, con la invasión francesa de la península, se produjeron diversos saqueos.

## Organización territorial
La parroquia está formada por seis entidades de población, constando cinco de ellas en el nomenclátor del Instituto Nacional de Estadística español:

### Entidades de población
Entidades de población que forman parte de la parroquia:
- Carralcoba (Carralcova)
- Dontide
- Hospital (O Hospital)
- Madeiro
- Outeiro

### Despoblado
Despoblado que forma parte de la parroquia:
- Diciona

## Demografía

### Parroquia
| Gráfica de evolución demográfica de Hospital (parroquia) entre 2000 y 2020 |
|                                                                            |
| Datos según el nomenclátor publicado por el INE.                           |

### Aldea
| Gráfica de evolución demográfica de Hospital (aldea) entre 2000 y 2020 |
|                                                                        |
| Datos según el nomenclátor publicado por el INE.                       |

## Patrimonio artístico
El monumento más importante que se conserva es la Iglesia de San Pedro Fiz, románica de finales del siglo XII, considerada Monumento Nacional en 1981, que destaca por su construcción marmórea procedente de unas canteras cercanas.
Además, destaca una torre cuadrada defensiva de la misma época que fue reconvertida en campanario exento. Una segunda torre exenta sería reconvertida en el siglo XVI en panteón de los señores de Quiroga.

## Festividades
Las fiestas patronales de San Bartolomé se celebran el 24 de agosto.